# Conseil international des monuments et des sites
Le Conseil international des monuments et des sites (ou ICOMOS, en anglais : International Council on Monuments and Sites) est une association mondiale de professionnels qui se consacre à la conservation et à la protection des monuments, des ensembles et des sites du patrimoine culturel.
Il est créé en 1965 à Varsovie et Cracovie, en Pologne, après l'élaboration de la charte internationale sur la conservation et la restauration des monuments et des sites, dite Charte de Venise. Cette charte internationale, qui est adoptée par le deuxième Congrès international des Architectes et Techniciens des monuments historiques, en 1964, à Venise, constitue son texte fondateur et demeure le texte de référence.
C'est une organisation internationale non gouvernementale dont l'activité principale est de promouvoir la théorie, la méthode et la technique appliquées à la conservation, la protection et la mise en valeur des monuments et des sites.
L'ICOMOS est également mentionné dans la convention du Patrimoine mondial de l'UNESCO comme organe consultatif pour la mise en œuvre de la Convention, et agit comme conseil scientifique du Comité du Patrimoine mondial pour l'inscription des monuments et sites culturels sur la liste du Patrimoine mondial. L’ICOMOS est aussi observateur auprès du Conseil de l'Europe.
Les membres peuvent être individuels, institutionnels, bienfaiteurs ou d'honneur. Ils doivent tous, par leurs activités professionnelles ou autres, être compétents en matière de préservation ou conservation de monuments, ensembles ou sites historiques. Ils sont recrutés en particulier parmi les architectes, historiens de l'art, archéologues, urbanistes, ingénieurs, archivistes ou administrateurs.
L'ICOMOS, au dernier recensement effectué en décembre 2018, compte plus de 10 500 membres répartis dans 151 pays.

## Structure
L'ICOMOS est composé de ses comités nationaux (CN), auxquels des individus et des institutions demandent à adhérer. L'ICOMOS dispose également d'une série de comités scientifiques internationaux (CSI), au sein desquels les experts d'un certain domaine d'activité dans le contexte de la conservation du patrimoine échangent leurs points de vue et débattent,.
L'organisation est dirigée par un président, cinq vice-présidents, un secrétaire général et un trésorier, tous directement élus par l'assemblée générale de l'organisation. 12 membres supplémentaires sont également élus par l'assemblée générale au sein du conseil d’administration (ancien comité exécutif) et cinq autres membres sont cooptés au sein du bureau exécutif afin de représenter les régions du monde ou les domaines d'expertise qui ne faisaient pas partie du conseil d’administration à l'issue des élections. Les membres ex officio du conseil d’administration sont le président du comité consultatif et les anciens présidents de l'ICOMOS, qui y assistent à titre consultatif. Le conseil d’administration est l'organe exécutif de l'ICOMOS.
Le conseil consultatif (ancien comité consultatif) est composé des présidents des comités nationaux, des présidents des comités scientifiques internationaux et du président de l'ICOMOS en tant que membre ex officio. Le conseil consultatif a été chargé de conseiller et de faire des recommandations à l'Assemblée Générale et au conseil d’administration sur des questions qui concernent les priorités de la politique et des programmes.

### Comités nationaux
Les comités nationaux sont des organisations subsidiaires créées dans les pays membres de l'UNESCO. Ils rassemblent des membres individuels et institutionnels et leur offrent un cadre de discussion et d'échange d'informations. Chaque comité national adopte son propre règlement intérieur et élabore son propre programme en fonction des buts et objectifs de l'ICOMOS. En 2021, l'ICOMOS compte 107 comités nationaux. Le site web de l'ICOMOS comprend une liste régulièrement mise à jour.

### Comités scientifiques internationaux
Les comités scientifiques internationaux se concentrent sur des domaines spécialisés de la conservation du patrimoine et sont constitués de membres de l'organisation issus de ces domaines spécialisés. Les programmes scientifiques de l'organisation sont coordonnés par le conseil scientifique, composé des présidents des CSI. 29 comités scientifiques existent à l’heure actuelle, et une liste mise à jour régulièrement est, également, disponible sur le site web de l’ICOMOS.

### Groupes de travail
L'ICOMOS conduit un processus de réflexion autour de la doctrine et des bonnes pratiques sur des thèmes d'actualité engageant la conservation du patrimoine culturel. Il se dote pour cela de groupes de travail constitués de membres de l'ICOMOS professionnels du patrimoine : architectes, archéologues, professeurs et chercheurs, conservateurs, scientifiques. La finalité de ces groupes peut être la rédaction d'une charte, la mise en œuvre d'activités concrètes (sessions de travail, ateliers). On dénombre, en 2021, 7 groupes de travail, dont la liste se trouve sur le site web de l’ICOMOS, au sein desquels des experts réfléchissent à des sujets très variés en lien avec la conservation du patrimoine : le patrimoine autochtone, le développement durable ou encore le réchauffement climatique.

## Section française
Sa vocation, comme celle de l'ICOMOS, dont elle est la représentation en France, est de rassembler tous creux que leur profession conduit à exercer des responsabilités dans le domaine de la conservation, la restauration et la mise en valeur du patrimoine et des sites : conservateurs, architectes, administrateurs, urbanistes, historiens d'art, sociologues.
Depuis 1975, la section française de l'ICOMOS s'ouvre à d'autres catégories de membres, telles que les principales associations de défense et de sauvegarde, des collectivités et administrations, parmi lesquelles les ministères chargés de la Culture (Direction générale des Patrimoines et de l'Architecture), Ministère de l'écologie, du développement durable et de l'énergie (MEDDE) (chargé des domaines : développement durable ; environnement ; transports et leurs infrastructures ; équipement ; urbanisme ; mer et Logement), le Centre des monuments nationaux (CMN), quelque 40 collectivités territoriales françaises (départements et 50 villes à caractère historique), une trentaine d'associations de sauvegarde du patrimoine, des Conseils d’architecture, d’urbanisme et d’environnement (CAUE), des centres de formation et une vingtaine d'entreprises de restauration.
La section française de l'ICOMOS constitue, depuis 1965, le comité français d’une organisation internationale non gouvernementale compétente en matière de patrimoine et, à ce titre, expert auprès de l’UNESCO (Organisation des Nations unies pour l'éducation, la science et la culture).
À la suite du mandat de l’Assemblée générale du 14 octobre 2011, une demande officielle de Reconnaissance d’utilité publique (RUP) a été déposée le 16 janvier 2012 auprès du ministère français habilité à délivrer cet agrément.

## Site parisien du secrétariat international

### Centre de documentation
Situé au siège de l'ICOMOS à Paris, il recueille, analyse et diffuse l’information sur toutes les méthodes de conservation du patrimoine, notamment grâce à sa base de données bibliographique (14 000 références sur le patrimoine architectural mondial) et à une importante diathèque comprenant plus de 8 000 clichés. Il est ouvert pour consultation aux chercheurs, qu’ils soient ou non membres de l’ICOMOS.

### Éditions
Les publications régulières de l'ICOMOS International sont : les  Nouvelles de l'ICOMOS, bulletin de liaison entre les membres, faisant le point sur les activités de l’association (trimestriel français, anglais et espagnol) ; le Journal scientifique de l'ICOMOS, qui paraît deux fois par an, est un Journal thématique ;
Les publications régulières de la Section Française de l'ICOMOS sont : le Bulletin d’information d’Icomos France; Les Cahiers de la Section Française de l'ICOMOS ; Les Dossiers techniques ; Les Mémentos techniques ; les Bulletins (dossiers des colloques) ; Les Enquêtes de la section française.

## Listes

### Chartes adoptées par l'assemblée générale
Dans la tradition des Chartes d'Athènes et de Venise, l'ICOMOS élabore et adopte, au cours des années qui ont suivi sa formation, un certain nombre d'autres chartes et textes doctrinaux qui guident les professionnels de la conservation du patrimoine dans leur travail. La plupart de ces documents sont créés par les comités internationaux de l'organisation et ensuite adoptés par l'Assemblée Générale triennale. Ces textes traitent chacun d'un domaine spécifique de la pratique professionnelle dans les métiers de la conservation du patrimoine. À la suite de la 17e Assemblée Générale de l'ICOMOS, qui s’est tenue à Paris en novembre 2011, la liste des chartes est la suivante :
- Charte internationale sur la conservation et la restauration des monuments et des sites (Charte de Venise) - 1964

- Jardins historiques (La Charte de Florence) - 1981
- Charte internationale pour la sauvegarde des villes historiques (Charte de Washington) - 1987
- Charte internationale pour la gestion du patrimoine archéologique - 1990
- Charte internationale sur la protection et la gestion du patrimoine culturel subaquatique - 1996
- Charte internationale du tourisme culturel - La gestion du tourisme aux sites de patrimoine significatif - 1999
- Principes à suivre pour la conservation des structures historiques en bois - 1999
- Charte du patrimoine bâti vernaculaire - 1999
- Charte ICOMOS – Principes pour l'analyse, la conservation et la restauration des structures du patrimoine architectural - 2003
- ICOMOS principes pour la préservation et la conservation-restauration des peintures murales - 2003
- Charte de l'ICOMOS des itinéraires culturels - 2008
- Charte ICOMOS pour l'interprétation et la présentation des sites culturels patrimoniaux - 2008
- Principes conjoints ICOMOS-TICCIH pour la conservation des sites, constructions, aires et paysages du patrimoine industriel (« Principes de Dublin ») - 2011
- Principes de la Valette pour la sauvegarde et la gestion des villes et des ensembles urbains historiques - 2011
- Principes ICOMOS-IFLA concernant les paysages ruraux comme patrimoine - 2017
- Document ICOMOS-IFLA sur les parcs publics urbains historiques - 2017
- Orientations de Salalah pour la gestion des sites archéologiques ouverts au public - 2017
- Principes pour la conservation du patrimoine bâti en bois - 2017

À ces 18 chartes s'ajoute une liste de 17 autres textes doctrinaux, résolutions et déclarations, dont le Document de Nara sur l'authenticité. En novembre 1994, lors de la conférence de Nara, l'ICOMOS publie le Document de Nara sur l'authenticité, qui traite de la nécessité d'une compréhension plus large de la diversité culturelle et du patrimoine culturel dans les efforts de conservation des sites patrimoniaux. De nombreux comités nationaux de l'ICOMOS adoptent leurs propres chartes encadrant les pratiques de conservation du patrimoine au niveau national.

### Assemblées générales, présidents et secrétaires généraux
| Numéro | Date | Assemblée Générale                              | Assemblée Générale | Mandat    | Président          | Président  | Secrétaire général   | Secrétaire général |
| ------ | ---- | ----------------------------------------------- | ------------------ | --------- | ------------------ | ---------- | -------------------- | ------------------ |
| 20.    | 2020 | En ligne (en raison de la pandémie de Covid-19) |                    | 2020–2023 | Teresa Patricio    | Belgique   | Mario Santana        | Canada             |
| 19.    | 2017 | Delhi                                           | Inde               | 2017–2020 | Toshiyuki Kono     | Japon      | Peter Phillips       | Australie          |
| 18.    | 2014 | Florence                                        | Italie             | 2014–2017 | Gustavo Araoz      | États-Unis | Kirsti Kovanen       | Finlande           |
| 17.    | 2011 | Paris                                           | France             | 2011–2014 | Gustavo Araoz      | États-Unis | Kirsti Kovanen       | Finlande           |
| 16.    | 2008 | Québec                                          | Canada             | 2008–2011 | Gustavo Araoz      | États-Unis | Bénédicte Selfslagh  | Belgique           |
| 15.    | 2005 | Xi'an                                           | Chine              | 2005–2008 | Michael Petzet     | Allemagne  | Dinu Bumbaru         | Canada             |
| 14.    | 2003 | Victoria Falls                                  | Zimbabwe           |           |                    |            |                      |                    |
| 13.    | 2002 | Madrid                                          | Espagne            | 2002–2005 | Michael Petzet     | Allemagne  | Dinu Bumbaru         | Canada             |
| 12.    | 1999 | Mexico                                          | Mexique            | 1999–2002 | Michael Petzet     | Allemagne  | Jean-Louis Luxen     | Belgique           |
| 11.    | 1996 | Sofia                                           | Bulgarie           | 1996–1999 | Roland Silva       | Sri Lanka  | Jean-Louis Luxen     | Belgique           |
| 10.    | 1993 | Colombo                                         | Sri Lanka          | 1993–1996 | Roland Silva       | Sri Lanka  | Jean-Louis Luxen     | Belgique           |
| 9.     | 1990 | Lausanne                                        | Suisse             | 1990–1993 | Roland Silva       | Sri Lanka  | Herb Stovel          | Canada             |
| 8.     | 1987 | Washington D.C.                                 | États-Unis         | 1987–1990 | Roberto di Stefano | Italie     | Helmut Stelzer       | Allemagne de l'Est |
| 7.     | 1984 | Rostock                                         | Allemagne de l'Est | 1984–1987 | Michel Parent      | France     | Abdelaziz Daoulatli  | Tunisie            |
| 6.     | 1981 | Rome                                            | Italie             | 1981–1984 | Michel Parent      | France     | Abdelaziz Daoulatli  | Tunisie            |
| 5.     | 1978 | Moscou                                          | Union Soviétique   | 1978–1981 | Raymond M. Lemaire | Belgique   | Ernest Allen Connaly | États-Unis         |
| 4.     | 1975 | Rothenburg ob der Tauber                        | Allemagne          | 1975–1978 | Raymond M. Lemaire | Belgique   | Ernest Allen Connaly | États-Unis         |
| 3.     | 1972 | Budapest                                        | Hongrie            | 1972–1975 | Piero Gazzola      | Italie     | Raymond M. Lemaire   | Belgique           |
| 2.     | 1969 | Oxford                                          | Royaume-Uni        | 1969–1972 | Piero Gazzola      | Italie     | Raymond M. Lemaire   | Belgique           |
| 1.     | 1965 | Cracovie                                        | Pologne            | 1965–1969 | Piero Gazzola      | Italie     | Raymond M. Lemaire   | Belgique           |

## Convention du patrimoine mondial
En 1972, l'ICOMOS est désigné par la Convention du patrimoine mondial de l'UNESCO comme l'un des trois organismes consultatifs officiels du Comité du patrimoine mondial, avec l'Union internationale pour la conservation de la nature (UICN) et le Centre international d'études pour la conservation et la restauration des biens culturels (ICCROM). En tant que conseiller professionnel et scientifique du comité sur tous les aspects du patrimoine culturel, l'ICOMOS est responsable de l'évaluation de toutes les propositions d'inscription de biens culturels sur la liste du patrimoine mondial selon les critères établis par le comité du patrimoine mondial. En plus du critère de base de la « valeur universelle exceptionnelle », l'ICOMOS évalue les propositions d'inscription pour les aspects liés à l'authenticité, à la gestion et à la conservation, comme spécifié dans la Convention du patrimoine mondial.
L'évaluation des propositions d'inscription implique une consultation entre la vaste expertise représentée par les membres de l'organisation et ses comités nationaux et scientifiques. Les membres sont également envoyés en missions d'experts pour effectuer des évaluations sur place des biens proposés. Cette consultation approfondie aboutit à la préparation de recommandations détaillées qui sont soumises au Comité du patrimoine mondial lors de ses réunions annuelles.
L'ICOMOS participe également, par le biais de son Secrétariat international et de ses comités nationaux et scientifiques, à la préparation de rapports sur l'état de conservation des biens inscrits sur la Liste du patrimoine mondial. Il conseille le Centre du patrimoine mondial de l'UNESCO sur les demandes d'assistance technique reçues des Etats qui sont parties (c'est-à-dire qui ont ratifié) à la Convention du patrimoine mondial. L'ICOMOS conserve des archives complètes des propositions d'inscription et des rapports au centre de documentation de son siège à Paris.

## Prix Piero Gazzola
Le Prix Gazzola est créé en 1979 à la mémoire de Piero Gazzola (it), un des fondateurs de l’ICOMOS et un des plus grands défenseurs de la conservation et de la restauration des monuments et sites historiques au XXe siècle. Tous les trois ans, lors de l'Assemblée générale de l’ICOMOS, ce prix récompense une personne ou un groupe de personnes s’étant distingué dans l'accomplissement des objectifs de l’ICOMOS. Le lauréat doit être membre de l'ICOMOS. Il est choisi par un jury, lui-même élu par le Conseil d'administration de l’ICOMOS. Le prix est constitué d’une médaille commémorative et d'un diplôme. La liste des lauréats depuis la création du prix est disponible sur le site web de l'ICOMOS, actualisée après chaque remise de prix.